# Charles Bingham (1er comte de Lucan)
Charles Bingham, 1er comte de Lucan (22 septembre 1735 - 29 mars 1799), titré 7e baronnet de 1750 à 1776, est un pair irlandais et un homme politique.

## Biographie
Il est le deuxième fils de John Bingham (5e baronnet) et de son épouse Anne Vesey, fille d’Agmondesham Vesey. En 1750, il succède à son frère aîné John comme baronnet.
Il est nommé haut-shérif de Mayo en 1756. Il est élu député de Castlebar et de Mayo en 1761 et choisit de siéger pour ce dernier siège. Il est réélu à la Chambre des communes irlandaise jusqu'en 1776 puis est élevé à la Pairie d'Irlande en tant que baron Lucan de Castlebar, dans le comté de Mayo. Comme son titre lui permet seulement de siéger à la Chambre des lords irlandaise, Bingham peut entrer à la Chambre des communes britannique pour Northampton en 1782, deux ans plus tard. En 1795, il est créé comte de Lucan, de Castlebar, dans le comté de Mayo.

## Famille
Le 25 août 1760, il épouse Margaret Bingham, fille de James Smith à Bath, dans le Somerset et par elle a quatre filles et un fils dont:
- Richard Bingham (2e comte de Lucan) ;
- Lavinia Bingham, qui épouse George Spencer (2e comte Spencer) ;
- Anne Bingham
- Margaret Lindsey; sa fille est Margaret Grey Porter

Il est décédé à l'âge de 63 ans à Charles Street à Londres. Son fils unique, Richard lui succède.